# Zoran Đorđević (cinéaste)
Pour les articles homonymes, voir Zoran Đorđević et Đorđević.
Zoran Đorđević (serbe : Зоран Ђорђевић), né le 7 novembre 1962 à Valjevo, en ex-Yougoslavie, aujourd'hui en Serbie, est un réalisateur serbe et brésilien de cinéma, de télévision et de théâtre, scénariste, photographe d'art et producteur.
Il est diplômé du département Film documentaire de la FAMU, Académie du film de Prague.
Il a réalisé plus de vingt films en Yougoslavie/Serbie, en République tchèque, au Brésil, en Angola... Il est, entre autres, lauréat du Festival du documentaire et du court métrage yougoslave (aujourd'hui Martovski festival) pour des films Prière pour les âmes mortes (Molitva za mrtve duše), Odyssée (Odiseja) et Cheers (Živeli).
De la seconde moitié des années 1990, il vit et travaille principalement au Brésil, où ses films sont régulièrement montrés dans les festivals.
En plus de la réalisation cinématographique et théâtrale, il est également engagé dans la pédagogie cinématographique et photographique - à des conférences pour la Fondation du film à São José dos Campos, ainsi que d'autres ateliers et cours.

## Filmographie
- 2017 : Na gota colorida encontra-se uma vida
- 2013 : O Saber e Fazer
- 2011 : Memórias Caiçaras[3]
- 2007 : Nkisi na Diáspora: Raízes Religiosas Bantu no Brasil[4]
- 2000 : Ilhados
- 2000 : Por Quem Os Sinos Dobram
- 1999 : Živeli
- 1997 : Dan kad smo svi gledali u nebo / O dia em que olhamos para o céu[5]
- 1995 : Odiseja[6],[7]
- 1995 : Nostalgični koncert za violinu[8]
- 1993 : Molitva za mrtve duše[9]
- 1992 : Nestao
- 1987 : Pozdravi sve koji pitaju za mene

## Théâtre
- 1999 : Čarobnjak iz Oza (« Le Magicien d'Oz », par L. Frank Baum), Valjevo
- 1987 : Ostrvska priča (« Une histoire d'île », par Zoran Stefanović), Valjevo, d'après Corto Maltese[10],[11]